# 河子西镇
河子西镇，原为河子西乡，是中华人民共和国河北省张家口宣化区下辖的一个乡镇级行政单位。地处宣化西郊，位于东经1150，北纬40037’30”，东临柳川河与城区相望，南以洋河中线与宣化县江家屯镇为界，西以县知山山峰与宣化县沙岭子镇为界，北以草帽山、尖顶山、大北山分水岭与宣化县大仓盖乡为界，总面积50.4396平方公里。
2022年1月，经河北省人民政府批准，撤乡设镇。

## 行政区划
河子西镇下辖以下地区：
河子西村、肖家房村、上八里村、下八里村、沙圪达村、旧李宅村、样台村、大房子村、小东庄村、宋家庄村、朱家庄村和陈家庄村。